# Klimatsystemet

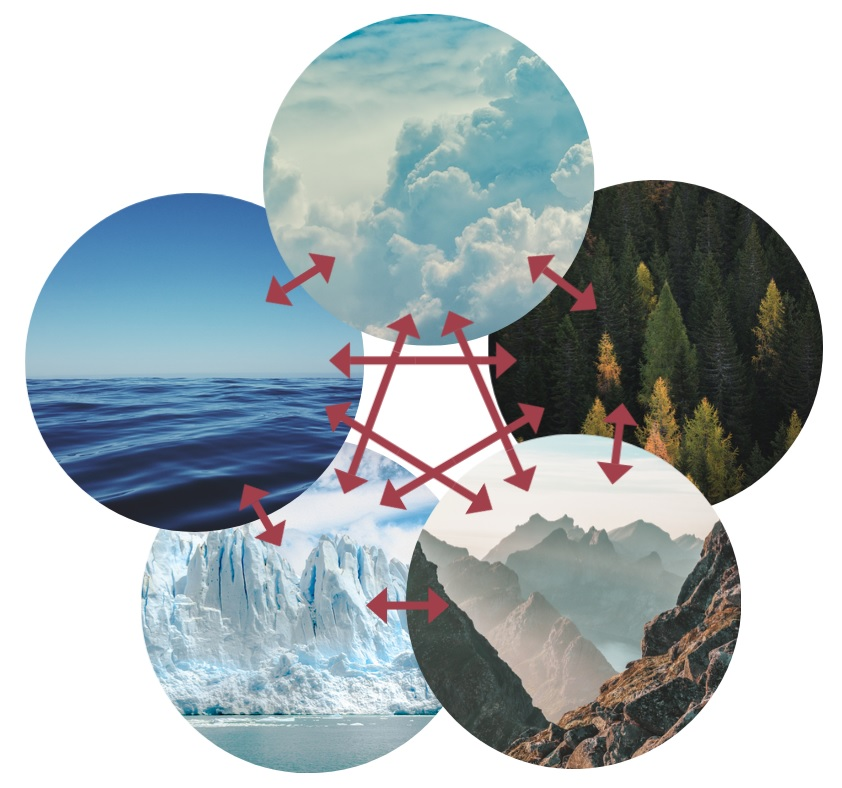
De fem komponenterna i klimatsystemet samverkar alla med varandra.

Jordens klimat uppstår ur en samverkan mellan fem stora komponenter i klimatsystemet: atmosfären, hydrosfären (vattnet), kryosfären (is och snö), litosfären (jordskorpan) och biosfären (levande organismer) Klimatet är det genomsnittliga vädret under en längre tidsperiod, och bestäms av en kombination av processer i klimatsystemet, som till exempel havsströmmar och vindsystem. Cirkulationen i atmosfären och haven drivs främst av solens strålning och transporterar värmeenergi från de tropiska regionerna till regioner som får mindre energi från solen. Dessutom cirkulerar ständigt olika livsnödvändiga kemiska ämnen mellan de olika komponenterna.